# Дитяча енциклопедія українознавства
«Дитяча енциклопедія українознавства» — україномовна енциклопедія про Україну для дітей. У 1950-60-их роках була спроба видати 6-томну «Дитячу енциклопедію українознавства» силами «Об'єднання працівників дитячої літератури» (ОПДЛ), але видавці зуміли видати лише кілька томів із запланованих шести.

## Історія
У американському видавництві «Об'єднання працівників дитячої літератури» (ОПДЛ) під проводом Юрія Сірого усього планувалося 6 томів, а за умов комерційного успіху то й 8 томів, «Дитячої енциклопедії українознавства». У ОПДЛ у 1952 році вийшов перший том «Україна земля моїх батьків» (тоді з підзаголовком «Українська дитяча енциклопедія — Ч. 1»), а у 1961 році — третій том «Слава не поляже. Козаччина» (тоді з підзаголовком «Дитяча енциклопедія українознавства — Ч. 3»). Наступний том енциклопедії мав бути про праісторію України.